# Lee Zii Jia
Pour les articles homonymes, voir Lee.
Dans ce nom malaisien, le nom de famille, Lee, précède le nom personnel.
Lee Zii Jia est un joueur de badminton malaisien né le 29 mars 1998 à Alor Setar. 
Il est nommé porte-drapeau de la délégation malaisienne, conjointement avec la joueuse de badminton Goh Liu Ying, aux Jeux olympiques d'été de 2020 à Tokyo.
Il est notamment médaillé d'or en simple aux Jeux d'Asie du Sud-Est de 2019 aux Philippines.

## Palmarès

### Jeux Olympiques
Simple messieurs
| Date | Lieu                        | Adversaire  | Score               | Résultat |
| ---- | --------------------------- | ----------- | ------------------- | -------- |
| 2024 | Adidas Arena, Paris, France | Lakshya Sen | 13–21, 21–16, 21–11 | Bronze   |

### Championnats d'Asie
Men's singles
| Date | Lieu                                                  | Adversaire       | Score        | Résultat |
| ---- | ----------------------------------------------------- | ---------------- | ------------ | -------- |
| 2022 | Muntinlupa Sports Complex, Grand Manille, Philippines | Jonatan Christie | 21–17, 23–21 | Or       |